# Гарион
Гарион (или Белгарион; на английски: Belgarion) е герой от поредицата Белгариада на Дейвид Едингс. Гарион е главен герой в романите от серията. В книгите от Белгариада Гарион е определян като племенник на Поулгара и внук на Белгарат, въпреки че между тях има разлика от много поколения. Гарион е магьосник и е безсмъртен, а в развитието на нещата, след романа „Черната Кула“, е наричан и Кралят на Рива и Повелител на Запада.